# Euan Lloyd
Euan Lloyd (* 6. Dezember 1923 in Rugby, Großbritannien; † 2. Juli 2016) war ein britischer Filmproduzent.

## Werdegang
Seine Karriere in der Filmwirtschaft begann im Jahr 1954, als er seine erste filmische Reisedokumentation veröffentlichte. Später fungierte er als Produzent von Spielfilmen. Auf diese Weise war er an der Herstellung diverser internationaler Streifen beteiligt, darunter Mohn ist auch eine Blume von Terence Young, Die Mörder stehen Schlange mit Dean Martin als Matt Helm sowie der Western Shalako mit Sean Connery und Catlow – Leben ums Verrecken.
In den 1970er-Jahren begann Euan Lloyd, unabhängig von den großen Filmstudios zu arbeiten.
Nach dem relativ wenig erfolgreichen Papier Tiger (1975) mit David Niven und Toshirō Mifune landete er 1978 seinen größten Hit mit Die Wildgänse kommen. Keine seiner darauf folgenden Produktionen (Die Seewölfe kommen, Das Kommando, Wildgänse 2) konnte diesen Erfolg wiederholen.

## Kinofilme
- 1961: Geheime Wege (The Secret Ways)
- 1965: Dschingis Khan (Genghis Khan)
- 1966: Mohn ist auch eine Blume (Poppies Are Also Flowers)
- 1966: Die Mörder stehen Schlange (Murderers' Row)
- 1968: Shalako
- 1971: Catlow - Leben ums Verrecken (Catlow)
- 1973: Der Mann aus El Paso (Un hombre llamado Noon)
- 1975: Papier Tiger (Paper Tiger)
- 1978: Die Wildgänse kommen (The Wild Geese)
- 1980: Die Seewölfe kommen (The Sea Wolves)
- 1982: Das Kommando (Who Dares Wins)
- 1984: Inside Man – Der Mann aus der Kälte (Slagskämpen)
- 1985: Wildgänse 2 (Wild Geese II)